# Воронцов, Валерий Владимирович
Вале́рий Влади́мирович Воронцо́в (род. 6 июня 1940) — советский передовик производства, бригадир слесарей механо-сборочных работ ленинградского завода «Светлана» Министерства электронной промышленности СССР, Герой Социалистического Труда (1986).

## Биография
Родился 6 июня 1940 года в Ленинграде в рабочей семье. С началом Великой Отечественной войны оказался в блокированном городе. Вместе с матерью пережил весь блокадный период (отец умер в 1942 году).
После окончания в 1957 году средней школы поступил на Машиностроительный завод им. Ф. Энгельса учеником слесаря-сборщика и получил через два года 3-й разряд. В 1959—1963 годах проходил срочную службу в Советской Армии.

## Трудовая деятельность
После демобилизации вернулся на свой завод, который в 1962 году вошёл в Ленинградское объединение электронного приборостроения «Светлана». Вскоре В. В. Воронцов возглавил комплексную бригаду слесарей механо-сборочных работ. Она состояла из 50 человек различных специальностей. Со временем под его началом бригада стала регулярно и на качественном уровне выполнять нормы производства. Выпуская сложную вакуумную технику и другие электронные приборы для нужд космоса, обороны и науки, бригада В. В. Воронцова вышла на первое место в объединении.
Трудовые успехи бригадира неоднократно отмечались такими наградами, как медаль «За доблестный труд» (1970), орден «Знак Почёта» (1974), орден Трудового Красного Знамени (1981). В. В. Воронцову было присвоено также звание «Почётный светлановец».

## Высшая награда
Указом Президиума Верховного Совета СССР от 23 апреля 1986 года за выдающиеся успехи в выполнении производственных заданий Валерию Владимировичу Воронцову присвоено звание Героя Социалистического Труда с вручением ордена Ленина и золотой медали «Серп и Молот».
В 1988 году В. В. Воронцова избрали председателем Совета трудового коллектива. В 2002 году вышел на пенсию. Проживает в Выборгском районе Петербурга.